# Rok Benkovič
Rok Benkovič, nekdanji slovenski smučarski skakalec, * 20. marec 1986, Ljubljana.
Benkovič, ki je s tekmovalno kariero pričel leta 1997, je 6. februarja 2003 na mladinskem svetovnem prvenstvu v švedski Solleftei osvojil srebrno medaljo, zaostal je le za Avstrijcem Thomasom Morgensternom. 
Največji uspeh kariere je dosegel na svetovnem prvenstvu v Oberstdorfu, kjer je 19. februarja 2005 postal svetovni prvak v skokih na srednji skakalnici, kar je bila po zmagi Petka v Predazzu leta 1991 druga zlata kolajna za slovenske smučarske skakalce na svetovnih prvenstvih. Že naslednji dan je v ekipni tekmi na isti skakalnici skupaj s Primožem Peterko, Juretom Bogatajem in Jernejem Damjanom osvojil bronasto kolajno. 
20. marca 2005 ravno na 19. rojstni dan, je v Planici dvakrat poletel 226 metrov in tako postavil nov državni rekord, ki ga je leta 2007 "popravil" Robert Kranjec. Maja 2007 je nepričakovano sporočil, da končuje kariero smučarskega skakalca.